# Club José María Arguedas
El Club José María Arguedas es un club de fútbol de la ciudad de Andahuaylas, Departamento de Apurimac y juega en la Copa Perú.

## Historia
El Club José María Arguedas, fundado en 2004, lleva su nombre en honor al ciudadano ilustre de Andahuaylas José María Arguedas. En el año 2009 ganó la Liga Distrital de Andahuaylas y el Provincial de Andahuaylas. En su camino también consiguió el Campeonato Departamental de Apurimac clasificando a la etapa regional de la Copa Perú 2009. En la etapa regional ganó la Región VIII clasificando a la Etapa Nacional siendo eliminado por Unión Alfonso Ugarte de Tacna.
En el Torneo Intermedio 2011 superó en primera fase a Inti Gas Deportes siendo eliminado en octavos de final por José Gálvez. En 2012 se clasificó a la etapa regional de la Copa Perú 2012 como subcampeón departamental.
Regresó a una Etapa Nacional en la Copa Perú 2016 donde fue eliminado en octavos de final por Deportivo Hualgayoc.
En 2017 fue campeón departamental y eso le valió para clasificarse a la etapa nacional. En la Copa Perú 2017 llegó hasta cuartos de final de la Etapa Nacional donde enfrentó a Atlético Grau al que derrotó por 4-0 de local pero perdió por el mismo marcador en Piura siendo eliminado por estar peor ubicado en la tabla general de la primera fase.

## Uniforme
- Uniforme titular: Camiseta a franjas rojas y negras, pantalón negro, medias negras.
- Uniforme alternativo: Camiseta blanca, pantalón blanca, medias blancas.

### Evolución del uniforme
| 2010 Titular | 2011 Titular | 2012-presente Titular |

### Indumentaria y patrocinador
| Periodo   | Patrocinador |
| --------- | ------------ |
| 2009-2010 | Loma's       |
| 2011      | Walon        |

| Periodo | Patrocinador     |
| ------- | ---------------- |
| 2009    | Cielos Andinos   |
| 2010    | Sin patrocinador |
| 2011    | Agrovet Apurímac |
| 2012    | MINCOR           |

## Estadio
Estadio Los Chankas es un estadio multiusos en Andahuaylas, Perú. Actualmente se utiliza para los partidos de fútbol. El estadio tiene capacidad para 10 000 espectadores y está administrada por la Municipalidad Provincial de Andahuaylas.

## Entrenadores
- Moises Barack (2009)
- César 'Gato' Espino (2010)
- Moisés Condori (2010)
- Oswaldo Araujo (2011)
- Abel Silva Mondragón (2012-2016)
- Rafael Arnao (2016)
- Ramón Ferrari Rojas (2017)
- Julio Garcia Cruz (2017)
- Rafael Arnao (2018)
- Dario Damiano Oscco (2021-2022)

## Palmarés

### Torneos regionales
| Competición regional                 | Títulos                                   | Subcampeonatos                |
| ------------------------------------ | ----------------------------------------- | ----------------------------- |
| Etapa Regional - Región VIII (1/0)   | 2009.                                     |                               |
| Liga Departamental de Apurimac (7/3) | 2004, 2005, 2007, 2009, 2010, 2016, 2017. | 2011, 2012, 2013.             |
| Liga Provincial de Andahuaylas (3/1) | 2009, 2013, 2016.                         | 2017.                         |
| Liga Distrital de Andahuaylas (2/5)  | 2009, 2013.                               | 2015, 2019, 2022, 2023, 2025. |